# Giey-sur-Aujon
Giey-sur-Aujon és un municipi francès situat al departament de l'Alt Marne i a la regió del Gran Est. L'any 2007 tenia 155 habitants.

## Demografia

### Població
El 2007 la població de fet de Giey-sur-Aujon era de 155 persones. Hi havia 64 famílies de les quals 24 eren unipersonals (12 homes vivint sols i 12 dones vivint soles), 20 parelles sense fills i 20 parelles amb fills.
La població ha evolucionat segons el següent gràfic:
Habitants censats

### Habitatges
El 2007 hi havia 104 habitatges, 70 eren l'habitatge principal de la família, 24 eren segones residències i 10 estaven desocupats. 101 eren cases i 2 eren apartaments. Dels 70 habitatges principals, 51 estaven ocupats pels seus propietaris, 15 estaven llogats i ocupats pels llogaters i 4 estaven cedits a títol gratuït; 3 tenien dues cambres, 4 en tenien tres, 12 en tenien quatre i 51 en tenien cinc o més. 32 habitatges disposaven pel capbaix d'una plaça de pàrquing. A 32 habitatges hi havia un automòbil i a 28 n'hi havia dos o més.

### Piràmide de població
La piràmide de població per edats i sexe el 2009 era:
| Homes | Edats   | Dones |
| ----- | ------- | ----- |
| 0     | 95 o +  | 0     |
| 4     | 90 a 94 | 0     |
| 0     | 85 a 89 | 4     |
| 8     | 80 a 84 | 0     |
| 0     | 75 a 79 | 8     |
| 0     | 70 a 74 | 12    |
| 4     | 65 a 69 | 4     |
| 8     | 60 a 64 | 0     |
| 0     | 55 a 59 | 4     |
| 0     | 50 a 54 | 4     |
| 8     | 45 a 49 | 0     |
| 12    | 40 a 44 | 8     |
| 4     | 35 a 39 | 4     |
| 0     | 30 a 34 | 4     |
| 12    | 25 a 29 | 0     |
| 0     | 20 a 24 | 4     |
| 4     | 15 a 19 | 0     |
| 4     | 10 a 14 | 0     |
| 8     | 5 a 9   | 0     |
| 8     | 0 a 4   | 4     |

## Economia
El 2007 la població en edat de treballar era de 100 persones, 67 eren actives i 33 eren inactives. De les 67 persones actives 62 estaven ocupades (35 homes i 27 dones) i 6 estaven aturades (3 homes i 3 dones). De les 33 persones inactives 12 estaven jubilades, 10 estaven estudiant i 11 estaven classificades com a «altres inactius».

### Ingressos
El 2009 a Giey-sur-Aujon hi havia 69 unitats fiscals que integraven 159 persones, la mediana anual d'ingressos fiscals per persona era de 15.017 €.

### Activitats econòmiques
Els 2 establiments que hi havia el 2007 eren d'empreses alimentàries.
L'únic establiment comercial que hi havia el 2009 era una fleca.
L'any 2000 a Giey-sur-Aujon hi havia 10 explotacions agrícoles que ocupaven un total de 954 hectàrees.

## Poblacions més properes
El següent diagrama mostra les poblacions més properes.